# Lista de reis de Munster

Ilha da Irlanda no início do século X, reino de Munster e locais de batalha destacados.

Os reis de Munster (em irlandês:  Rí Mumhan) reinaram desde o estabelecimento de Munster durante a Idade do Ferro até a Alta Idade Média. De acordo com a historiografia gaélica tradicional, escrita em livros como o Livro das Invasões, o primeiro rei de Munster foi Bodb Derg, dos Tuatha Dé Danann. Um clã iverno conhecido como Dáirine ou Corcu Loígde proveu vários reis, incluindo Cú Roí, mas perderam o trono na Batalha de Mac Mucrama no século II para os Deirgtine, ancestrais dos Eóganachta.
Após perderem Osraige, Cashel foi estabelecida como capital de Munster pelos Eóganachta, que reinaram ininterruptos até o século X, divididos em grandes septos ou ramos, os melhor sucedidos sendo os Eóganacht Chaisil, Eóganacht Glendamnach e Eóganacht Áine. Sua posse foi diminuída pela ascensão de Brian Boru, e ademais o reino teve que lutar contra os normandos. Por fim, o reino foi dividido entre Thomond, Desmond e Ormond. Os dois últimos foram encerrados no século XVI com o Ato da Coroa da Irlanda de 1542.

## Reis antigos e lendários
- Bodb Derg, rei dos Tuatha Dé Danann, sucedendo ao deus Dagda
- Íar mac Dedad
- Dáire mac Dedad, ancestral dos Dáirine
- Cú Roí mac Dáire, filho de Dáire, conhecido do Ciclo do Ulster
- Mug Nuadat, rei de Leth Mogha (sul da Irlanda)
- Lugaid mac Con, Grande Rei da Irlanda e filho adotivo de Mug
- Ailill Aulom, filho de Mug, associado à deusa Áine
- Éogan Mór, patriarca dos Eóganachta e filho de Mug
- Fiachu Muillethan, filho de Éogan Mór
- Ailill Flann Bec, filho de Fiachu
- Crimthann mac Fidaig, Grande Rei da Irlanda
- Óengus Bolg, ancestral dos Corcu Loígde
- Bressal mac Ailello Thassaig

## Reis históricos
O Reino de Munster se estabeleceu apenas no fim do século VII, mas reis anteriores, melhor descritos como reis de Cashel, Iarmuman e dos Eóganachta, fazem parte da história desta coroa.

### Eóganachta (século IV–até 908)

#### Eóganacht Chaisil (século IV–500)

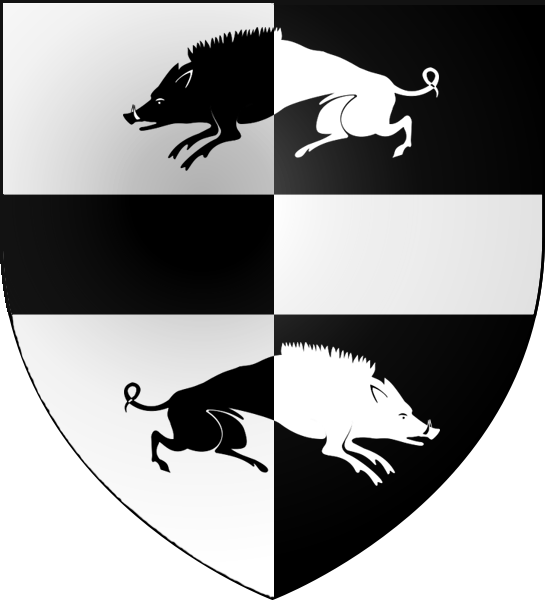
Brasão do clã O'Sullivan, continuação direta do clã Eóganacht Chaisil.

- Corc mac Luigthig, provavelmente neto de Ailill Flann Bec
- Nad Froích mac Cuirc (até (453), filho de Corc
- Óengus mac Nad Froích (453–489), filho de Nad Froích, primeiro rei cristão, batizado por São Patrício
- Feidlimid mac Óengusa (489–500), filho de Óengus

#### Eóganacht Glendamnach (500–596)
- Eochaid mac Óengusa (500–522), filho de Óengus
- Crimthann Srem mac Echado (522–542), filho de Eochaid
- Coirpre Cromm mac Crimthainn (542–577), filho de Crimthann Srem
- Feidlimid mac Coirpri Chruimm (577?–596), filho de Coirpre Cromm

#### Eóganacht Airthir Cliach (577–582)
- Fergus Scandal mac Crimthainn (577–582), filho de Crimthann Srem

#### Eóganacht Raithlind (582–588)
- Feidlimid mac Tigernaig (582–588), marido de Cumman, viúva de Crimthann Srem, reinou de Bodumbir

#### Eóganacht Áine (596–601)
- Amalgaid mac Éndai e Garbán mac Éndai (596–601), irmãos corregentes

#### Eóganacht Chaisil (601–618)
- Fíngen mac Áedo Duib (601–618), neto de Feidlimid mac Óengusa

#### Eóganacht Locha Léin (618)
- Áed Bennán mac Crimthainn (618), tetraneto de Corc mac Luigthig

#### Eóganacht Glendamnach (618–627)
- Cathal mac Áedo (618–627), neto de Coirpe Cromm

#### Eóganacht Chaisil (627–639)
- Faílbe Flann mac Áedo Duib (627–639), irmão de Fíngen

#### Eóganacht Áine (639–641)
- Cúán mac Amalgado (639–641), filho de Amalgaid

#### Eóganacht Chaisil (641–661)
- Máenach mac Fíngin (641–661), filho de Fíngen

#### Eóganacht Glendamnach (661–665)
- Cathal Cú-cen-máthair (661–665), filho de Cathal mac Áedo

#### Eóganacht Chaisil (665–678)
- Colgú mac Faílbe Flaind (665–678), filho de Faílbe Flann

#### Eóganacht Glendamnach (678–701)
- Finguine mac Cathail (678–696), filho de Cathal Cú-cen-máthair
- Ailill mac Cathail (696–701), filho de Cathal Cú-cen-máthair

#### Eóganacht Chaisil (701–712)
- Cormac mac Ailello (701–712), neto de Máenach

#### Eóganacht Áine (712–721)
- Eterscél mac Máele Umai (712–721), neto de Cúán

#### Eóganacht Glendamnach (721–742)
- Cathal mac Finguine (721–742), filho de Finguine mac Cathail, Grande Rei da Irlanda de facto

#### Eóganacht Áine (742–769)
- Cathussach mac Eterscélai (742–769), filho de Eterscél

#### Eóganacht Locha Léin (769–786)
- Máel Dúin mac Áedo (769–786), trineto de Áed Bennán mac Crimthainn

#### Eóganacht Áine (786–805)
- Ólchobar mac Duib-Indrecht (786–805), tetraneto de Cúán

#### Eóganacht Glendamnach (805–820)
- Artrí mac Cathail (805–820), filho de Cathal mac Finguine
- Tnúthgal mac Artrach (?), filho de Artrí

#### Eóganacht Chaisil (820–847)
- Tnúthgal mac Donngaile (807–820?), tetraneto de Colgú
- Feidlimid mac Cremthanin (820–847), abade de Cork e Clonfert, expandiu o reino a sul

#### Eóganacht Áine (847–851)
- Ólchobar mac Cináeda (807–820?), abade de Emly

#### Eóganacht Chaisil (851–859)
- Áilgenán mac Donngaile (851–853), neto de Tnúthgal
- Máel Gualae mac Donngaile (853–859), irmão de Áilgenán, morto pelos viquingues

#### Eóganacht Áine (859–872)
- Cenn Fáelad hua Mugthigirn (859–872), pentaneto de Crimthann Srem mac Echado, abade de Emly

#### Eóganacht Chaisil (872–908)

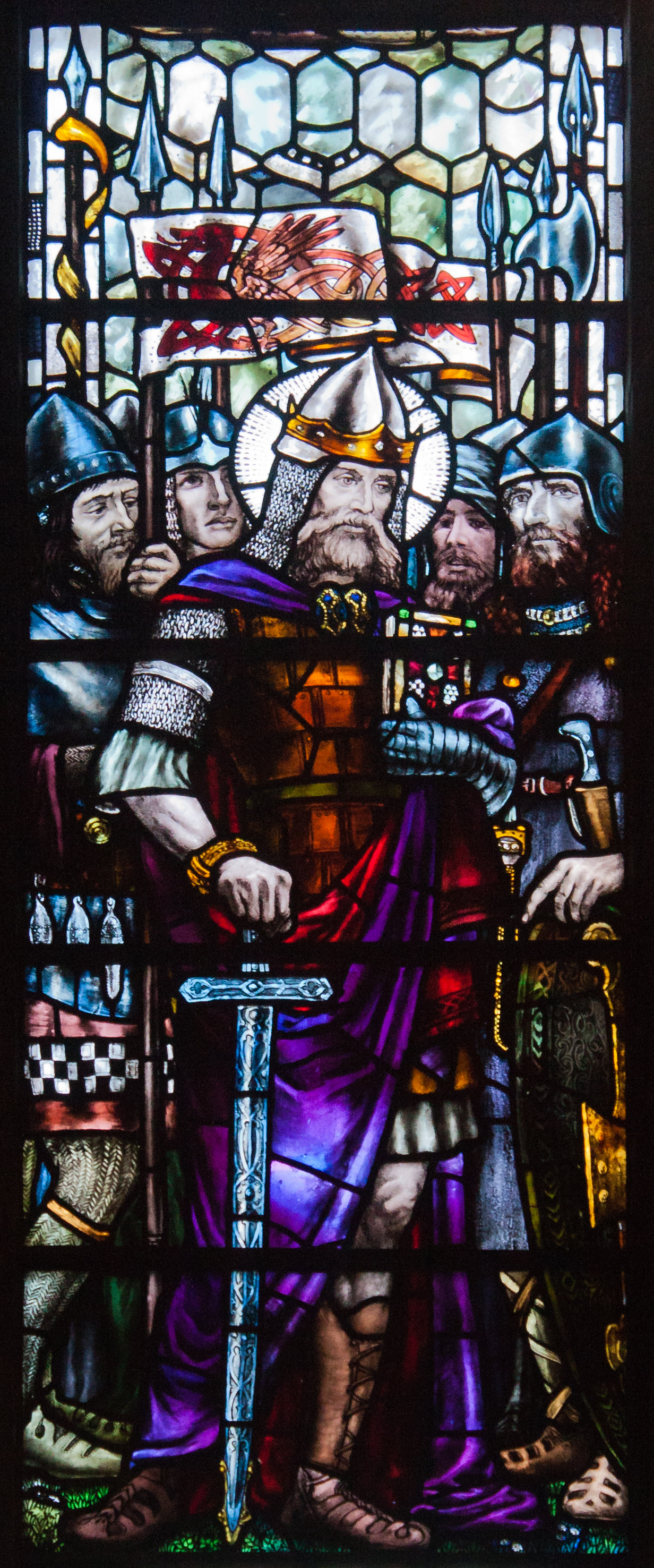
Vitral de São Cormac de Cashel na Catedral de São Patrício, em Dublin.

- Dúnchad mac Duib-dá-Bairenn (872–888)
- Dub Lachtna mac Máele Gualae (888–895), filho de Máel
- Finguine Cenn nGécan mac Loégairi (895–902), sobrinho de Dúnchad
- Cormac mac Cuilennáin (902–908), decaneto de Óengus mac Nad Froích, bispo de Cashel, canonizado por católicos e ortodoxos

### Múscraige (914–922)
Após a morte de São Cormac em batalha, o trono de o trono de Munster parece ter permanecido vago até 914, quando Flaithbertach foi coroado rei.
- Flaithbertach mac Inmainén (914–922), abade de Scattery, ex-conselheiro-chefe de Cormac

### Eóganachta (922–978)

#### Eóganacht Chaisil (922–957)
- Lorcán mac Coinlígáin (desde 922)
- Cellachán Caisil (até 954)
- Máel Fathardaig mac Flann (954–957)

#### Eóganacht Raithlind (957–959)
- Dub-dá-Bairenn mac Domnaill (957–959), sobrinho de Dúnchad

#### Eóganacht Chaisil (959–963)
- Fer Gráid mac Clérig (959–961)
- Donnchad mac Cellacháin (961–963), filho de Cellachán Caisil

#### Eóganacht Raithlind (959–978)
Máel Muad foi derrubado por Mathgamain em 970, mas continuou reinando em oposição de Desmond, até matar Mathgamain e reaver a coroa, morrendo em 978, quando Brian Bóruma tomou o trono.
- Máel Muad mac Brain (959–978)

### Uí Ímair (960–977)
Ivar, viquingue e Rei dos Estrangeiros de Munster, parece ter reinado em competição às outras coroas entre 960 e 977, mas isto é disputado por estudiosos.
- Ivar de Limerick (960–977)

### Dál gCais (970–1014)

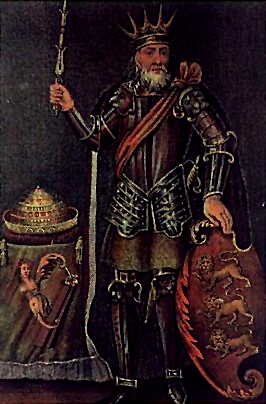
Pintura do século XVIII de Brian Bóruma.

- Mathgamain mac Cennétig (970–976), filho de Cennétig, rei de Tuadhmhumhain morto por Cellachán Caisil
- Brian Bóruma mac Cennétig (978–1014), irmão de Mathgamain e Grande Rei da Irlanda

### Eóganacht Chaisil (1014–1025)
- Dúngal Hua Donnchada (1014–1025), filho de Máel Fathardaig mac Flann

### Ó Briain (1025–1119)
Após a morte de Dúngal, Donnchad, filho de Brian Bóruma, tornou-se rei de Munster, começando o reino da dinastia Ó Briain.
- Donnchad mac Briain (1025–1064), filho de Brian
- Murchad mac Donnchada (1064–1068), filho de Donnchad
- Toirdhealbhach Ua Briain (1068–1086), neto de Brian, Grande Rei da Irlanda
- Muircheartach Ua Briain (1086–1114), filho de Toirdhealbhach
- Diarmait Ua Briain (1114–1118), filho de Toirdhealbach, depôs seu irmão enquanto este estava doente[3]
- Muircheartach Ua Briain (1118–1119), retomou brevemente o poder entre derrotar seu irmão e falecer
- Brian Ua Briain (1118), neto de Donnchad

### Eóganacht Mac Cárthaigh (1123–1138)
- Cormac mac Cárthaigh (1123–1138), rei de Desmond, retirou-se a um mosteiro em 1127 após a conquista de seu reino por Tairrdelbach Ua Conchobair, Grande Rei da Irlanda e neto de Toirdhealbhach Ua Briain[4]

### Ó Briain (1138–1194)
Segundo os Anais de Ulster, a dinastia Ó Briain permaneceu reivindicando o trono de Munster por décadas mesmo após a conquista pelos Ua Conchobair, na pessoa dos seguintes nobres:
- Conchobar Ua Briain (1138–1142), filho de Diarmait
- Toirdelbhach mac Diarmaida Ua Briain (1142–1167), filho de Diarmait
- Muirchertach mac Toirdelbhach Ua Briain (1167–1168), filho de Toirdelbhach
- Domnall Mór Ua Briain (1168–1194), filho de Toirdelbhach